# 格蘭迪縣 (伊利諾伊州)
格蘭迪縣（英語：Grundy County）位美國伊利諾伊州東北部的一個縣。面積1,115平方公里。根据美國2000年人口普查，共有人口37,535人。縣治摩里斯（Morsis）。
成立於1839年2月15日。縣名紀念代表田納西州的聯邦眾議員、聯邦參議員、司法部長菲利克斯·格蘭迪。